# 2018 AFC 챔피언스리그 결승전
2018 AFC 챔피언스리그 결승전은 2018년 AFC 챔피언스리그의 우승팀을 가리기 위한 경기로 2018년 11월 3일과 10일 각각 가시마 시와 테헤란에서 열릴 것이다. 결승전 최종 승자는 FIFA 클럽 월드컵 2018에서 아시아 챔피언 자격으로 출전한다.

## 진출팀
| 팀              | 지역                    | 결승 진출 이력 (굵은 글씨는 우승) |
| --------------- | ----------------------- | --------------------------------- |
| 가시마 앤틀러스 | 동부아시아 (Zone: EAFF) | 첫 진출                           |
| 페르세폴리스    | 서부아시아 (Zone: CAFA) | 첫 진출                           |

## 장소

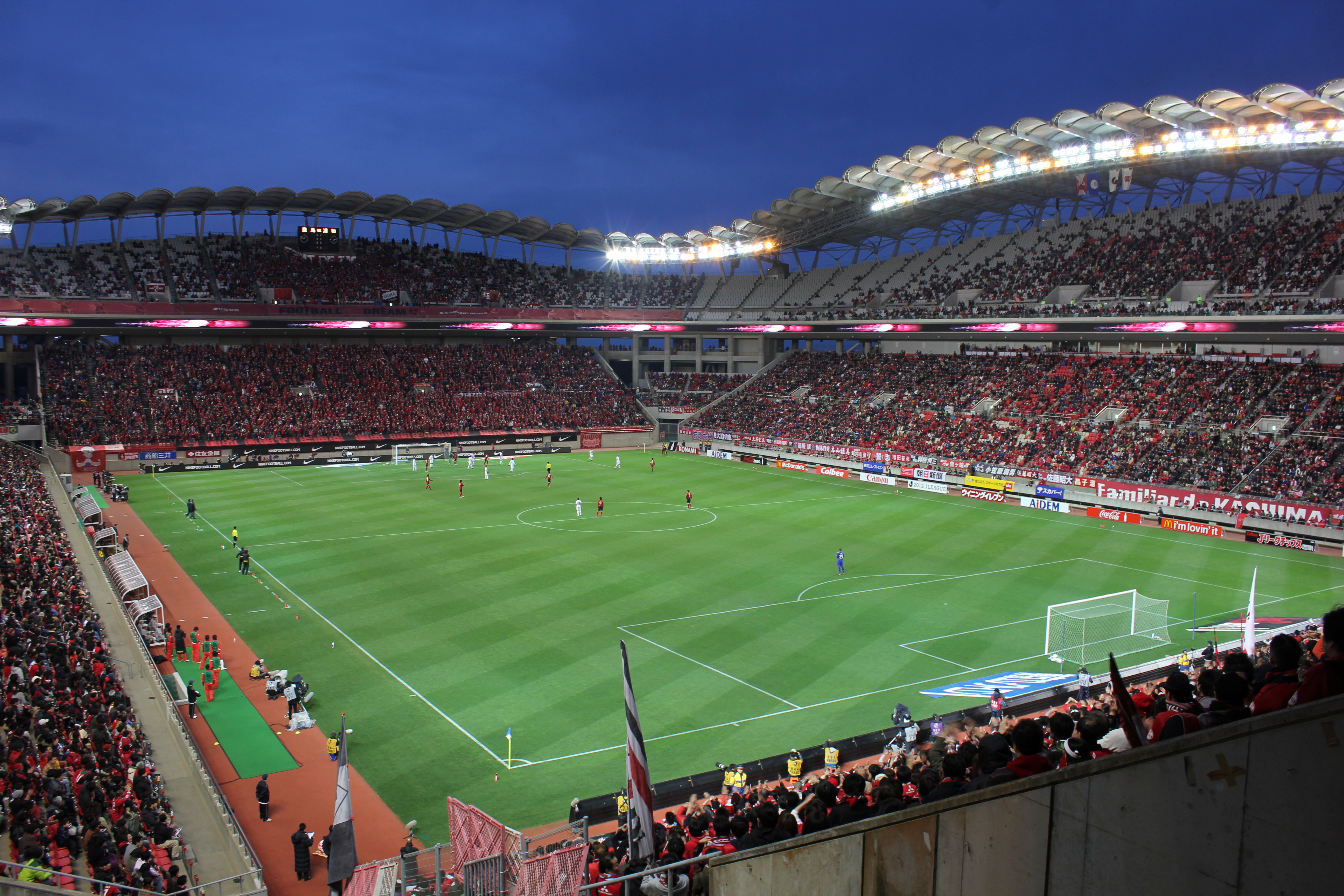
일본 가시마 시의 가시마 사커 스타디움이 첫 번째 1차전 경기를 치렀다.

AFC 챔피언스리그 2018 결승전은 양 결승 진출자의 홈에서 펼쳐지는 2경기를 홈 앤드 어웨이 형식으로 진행된다. 6년 연속 AFC는 이러한 정렬을 채택했다..

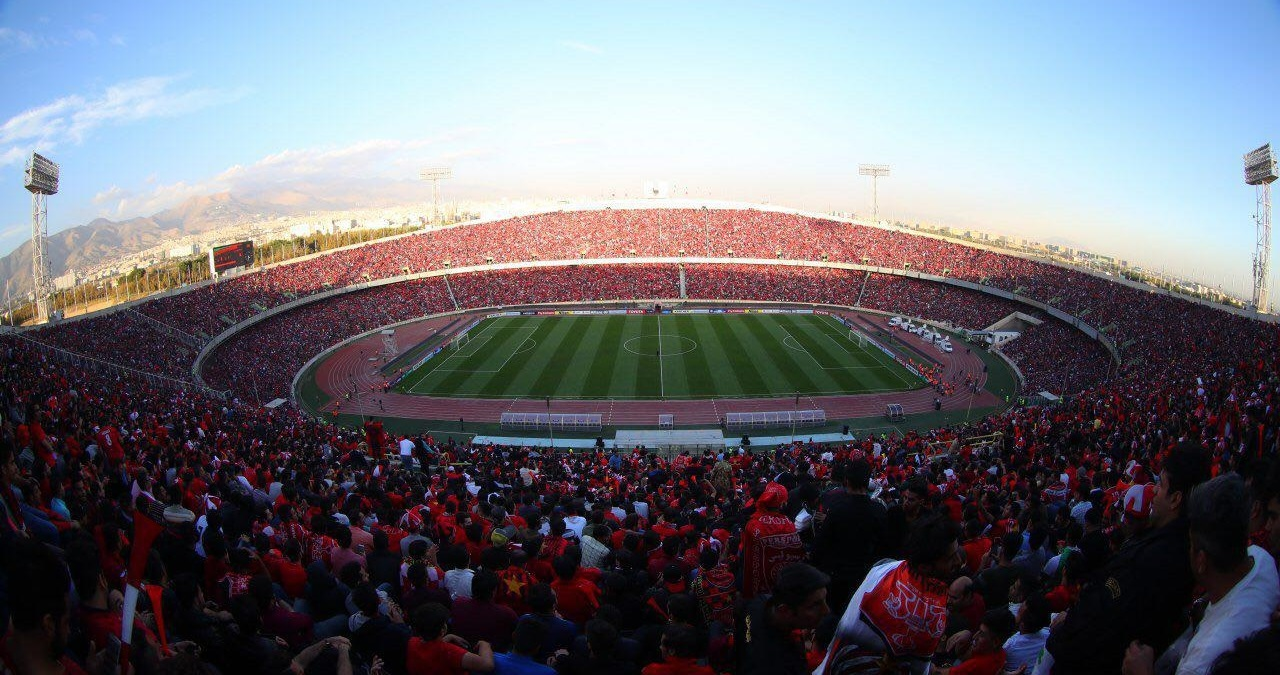
이란 테헤란의 아자디 스타디움이 2차전 경기를 치룰 곳이다.

가시마 앤틀러스의 홈 경기장인 40,728명을 수용할 수 있으며 1차전은 가시마 사커 스타디움에서 경기를 치렀다. 아시안 클럽 결승전을 가시마 사커 스타디움에서 경기를 치른것은 이번이 처음이다.

## 결승전까지의 경기
| 팀                 | 경기 | 승 | 무 | 패 | 득 | 실 | 차 | 승점 |
| ------------------ | ---- | -- | -- | -- | -- | -- | -- | ---- |
| 수원 삼성 블루윙즈 | 6    | 3  | 1  | 2  | 8  | 7  | +1 | 10   |
| 가시마 앤틀러스    | 6    | 2  | 3  | 1  | 8  | 6  | +2 | 9    |
| 시드니 FC          | 6    | 1  | 3  | 2  | 7  | 8  | −1 | 6    |
| 상하이 선화        | 6    | 0  | 5  | 1  | 6  | 8  | -2 | 5    |

| 팀            | 경기 | 승 | 무 | 패 | 득 | 실 | 차 | 승점 |
| ------------- | ---- | -- | -- | -- | -- | -- | -- | ---- |
| 페르세폴리스  | 6    | 4  | 1  | 1  | 8  | 3  | +5 | 13   |
| 알사드        | 6    | 4  | 0  | 2  | 11 | 5  | +6 | 12   |
| 나사프 카르시 | 6    | 3  | 1  | 2  | 4  | 8  | −4 | 10   |
| 알와슬        | 6    | 0  | 0  | 6  | 3  | 10 | −7 | 0    |

## 심판 배정
중국의 마닝이 1차전을 주관하기 위해 뽑혔다. 그는 2011년부터 FIFA의 국제 심판이었다. 아시아 축구 연맹의 심판 위원회에 따르면, 오만의 아흐메드 알카프가 2차전 주심을 맡았다.

### 발권
2차전을 대비해 90,000명을 수용할 수 있고 팬과 일반 대중이 총 84,412장의 티켓을 얻을 수 있으며, 게스트 팀은 5,000장의 티켓을 갖게 될 것이다. 티켓 가격은: 800,000 리알 ($19), 500,000 리알 ($12), 300,000 리알 ($7)이다.

## 경기

### 1차전

#### 요약

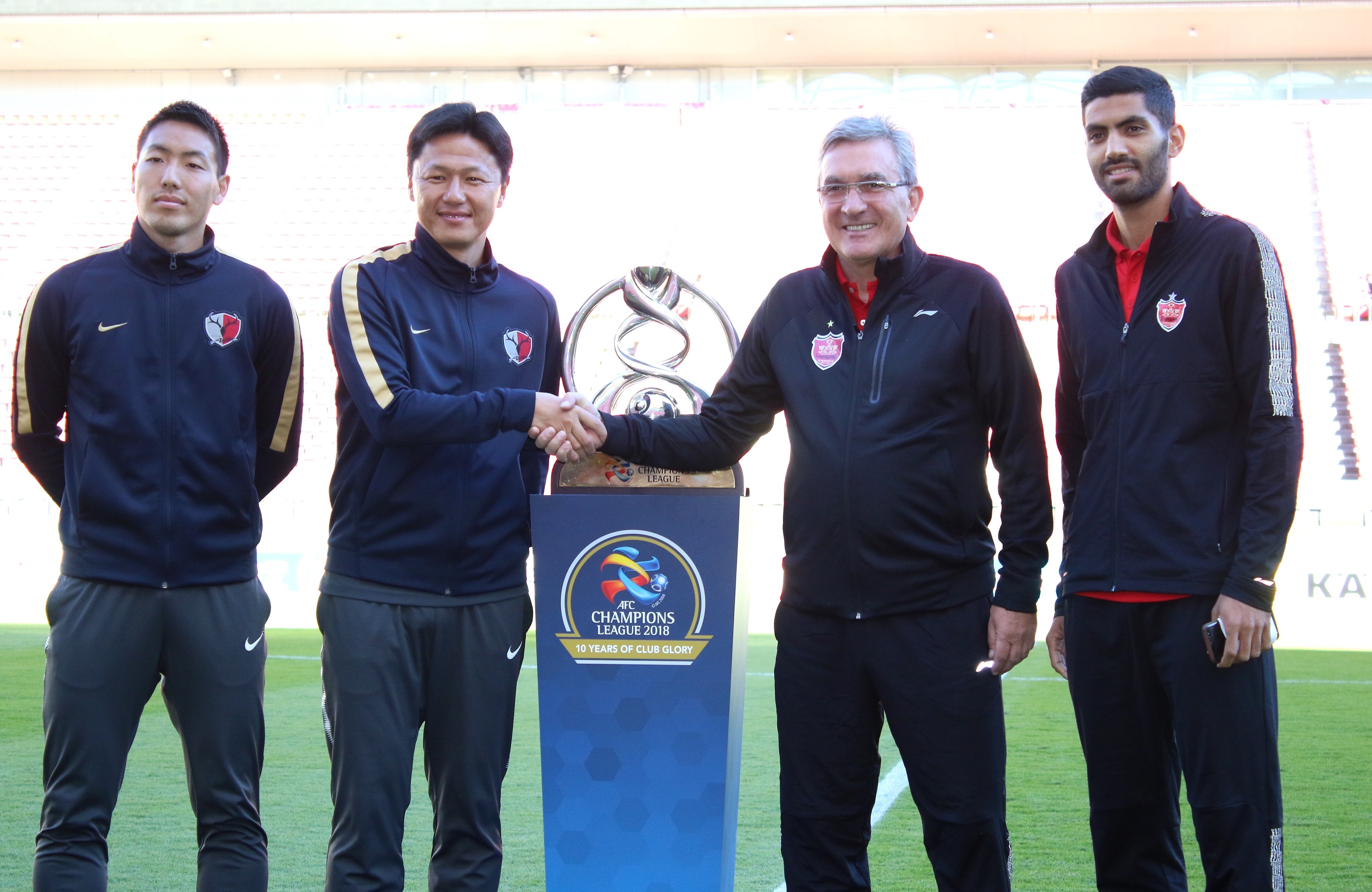
Two teams' coaches before the match

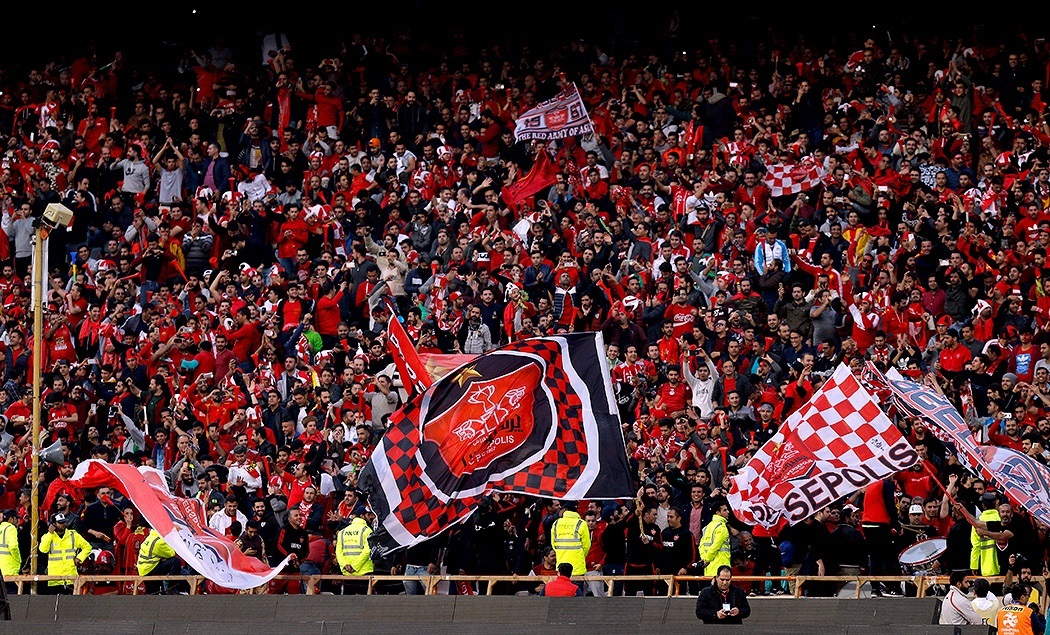
Persepolis fans during the match

전반 4분 만에 알리 알리푸르로 슛을 때렸다. 골문 8야드 떨어진 곳에서 알리푸르는 확실히 득점을 할 것처럼 보였지만 정승현은 슛을 얼굴로 이마로 막았다. 2분 후, 페르세폴리스가 초기 압력을 가했을 때 아흐마드 누롤라히의 왼쪽 프리킥을 권순태가 막았다. 가시마는 경기에 다시 복귀했지만, 미드필더바샤르 레산이 앞으로 돌진하면서 아베 히로키가 바샤르 레산을 잡아 당겨서 경고를 받았을때, 휴식시간에 대한 외측의 위협은 증명되었다. 마침내 주최측은 25분에 니시 다이고의 헤더가 스즈키 유마 앞에 떨어져 슈팅을 때렸고 공격 찬스를 만들었다. 6분 후, 가시마는 도이 쇼마가 세르지우에게 패스를 했고 세르지우는 오른발로 슈팅을 때렸다. 세르지우은 슛을 각도로 만들었지만 쇼자에 칼릴자데가 미끄러지면서 수비를 했다.
가시마는 아베 히로키가 세르지뉴가 실바를 위해 골을 넣으면서 끝내는 움직임을 부추겼을 때 후반전에 첫 기회를 잡았다. 브라질 사람은 공을 위쪽 구석으로 굴리려 했지만 그의 시도는 빗나갔다. 그러나 실바는 가시마에게 58분에 선제골을 넣었다. 미드필더인 그는 페르세폴리스 페널티 지역 가장자리에 쇼마와 함께 깔끔하게 1 – 2로 경기를 했고 18야드 떨어진 곳에서 왼쪽 발이 낮은 슛을 코너로 구부리기 전에 안을 잘랐다. 가시마는 그리고 나서 70분에 그들의 두번째를 추가했다. 공은 20야드 떨어진 미사오 겐토에게 부러졌고 그는 오른쪽에 있는 세르지뉴의 길 속으로 멋진 패스를 했고 브라질인은 6야드 박스 가장자리에서 멀리 떨어진 구석으로 그의 슛을 넣었다. 샤막 네마티가 추가시간에 두번째 옐로우 카드를 받고 미드필더가 두번째 다리를 놓치는 바람에 페르세폴리스에게는 더 큰 충격이 가해졌다.

#### 세부 사항
| 가시마 앤틀러스                  | 2 – 0                     | 페르세폴리스 |
| -------------------------------- | ------------------------- | ------------ |
| - 레우 시우바 58′ - 세르지뉴 70′ | 라이브 리포트 통계 리포트 |              |

| 가시마 앤틀러스 | 페르세폴리스 |

| GK        | 1  | 권순태            |     |       |
| RB        | 22 | 니시 다이고       |     |       |
| CB        | 16 | 야마모토 슈토     |     |       |
| CB        | 3  | 쇼지 겐 (주장)    |     |       |
| LB        | 35 | 정승현            |     |       |
| RM        | 20 | 미사오 겐토       |     |       |
| CM        | 8  | 도이 쇼마         |     | 80′   |
| CM        | 4  | 레우 시우바       |     |       |
| LM        | 18 | 세르지뉴          |     | 90+2′ |
| CF        | 9  | 스즈키 유마       |     |       |
| CF        | 30 | 아베 히로키       | 11′ | 68′   |
| 교체명단: |    |                   |     |       |
| GK        | 21 | 소가하타 히토시   |     |       |
| DF        | 32 | 안자이 고키       |     | 68′   |
| DF        | 39 | 이누카이 도모야   |     |       |
| MF        | 6  | 나가키 료타       |     | 80′   |
| MF        | 25 | 엔도 야스시       |     |       |
| MF        | 40 | 오가사와라 미쓰오 |     |       |
| FW        | 14 | 가나모리 다케시   |     | 90+2′ |
| 감독:     |    |                   |     |       |
| 오이와 고 |    |                   |     |       |

| GK                | 1  | 알리레자 베이란반드  |           |     |
| RB                | 69 | Shayan Mosleh        |           |     |
| CB                | 4  | 잘랄 호세이니 (주장) |           |     |
| CB                | 3  | 쇼자에 칼릴자데      | 72′       |     |
| LB                | 15 | 모함마드 안사리      |           |     |
| RM                | 88 | 샤막 네마티          | 62′ 90+3′ |     |
| CM                | 11 | 카말 캄야비니아      |           |     |
| CM                | 5  | 바샤르 레산          |           |     |
| LM                | 8  | 아흐마드 누롤라히    |           | 70′ |
| CF                | 70 | 알리 알리푸르        |           |     |
| CF                | 90 | 고드윈 멘샤          |           |     |
| 교체명단:         |    |                      |           |     |
| GK                | 44 | 보지다르 라도셰비치  |           |     |
| MF                | 18 | 모흐센 라비카        |           |     |
| MF                | 21 | 애덤 헤마티          |           |     |
| MF                | 22 | 오미드 알리샤        |           | 70′ |
| MF                | 25 | 에흐산 알반자데      |           |     |
| MF                | 26 | 사에이드 호세인푸르  |           |     |
| MF                | 37 | Hamidreza Taherkhani |           |     |
| 감독:             |    |                      |           |     |
| 브란코 이반코비치 |    |                      |           |     |

| 맨 오브 더 매치: 레우 시우바 (가시마 앤틀러스) 부심: 차오이 (중국) 스샹 (중국) 대기심: 후웨이밍 (중국) 보조 심판: 푸밍 (중국) 리우궉만 (홍콩) | 경기 규정 - 정규시간은 90분이다. - Seven named substitutes, of which up to three may be used. |

#### 통계
| 부분      | 가시마 앤틀러스 | 페르세폴리스 |
| --------- | --------------- | ------------ |
| 득점      | 0               | 0            |
| 슈팅      | 4               | 5            |
| 유효슈팅  | 0               | 1            |
| 패스      | 185             | 146          |
| 볼 점유율 | 55%             | 45%          |

| 부분      | 가시마 앤틀러스 | 페르세폴리스 |
| --------- | --------------- | ------------ |
| 득점      | 2               | 0            |
| 슈팅      | 4               | 2            |
| 유효슈팅  | 2               | 1            |
| 패스      | 193             | 168          |
| 볼 점유율 | 55%             | 45%          |

| 부분      | 가시마 앤틀러스 | 페르세폴리스 |
| --------- | --------------- | ------------ |
| 득점      | 2               | 0            |
| 슈팅      | 8               | 7            |
| 유효슈팅  | 2               | 2            |
| 패스      | 378             | 14           |
| 볼 점유율 | 55%             | 45%          |

### 2차전

#### 세부 사항
| 페르세폴리스 | 0 – 0                     | 가시마 앤틀러스 |
| ------------ | ------------------------- | --------------- |
|              | 라이브 리포트 통계 리포트 |                 |

| 페르세폴리스 | 가시마 앤틀러스 |

| GK                | 1  | 알리레자 베이란반드  |  |     |
| RB                | 3  | 쇼자에 칼릴자데      |  |     |
| CB                | 4  | 잘랄 호세이니 (주장) |  |     |
| CB                | 15 | 모함마드 안사리      |  | 69′ |
| LB                | 69 | Shayan Mosleh        |  |     |
| DM                | 11 | 카말 캄야비니아      |  |     |
| CM                | 21 | 애덤 헤마티          |  | 64′ |
| CM                | 8  | 아흐마드 누롤라히    |  |     |
| AM                | 5  | 바샤르 레산          |  |     |
| CF                | 70 | 알리 알리푸르        |  |     |
| CF                | 90 | 고드윈 멘샤          |  |     |
| 교체명단:         |    |                      |  |     |
| GK                | 12 | Abolfazl Darvishvand |  |     |
| GK                | 44 | 보지다르 라도셰비치  |  |     |
| DF                | 38 | 에흐산 호세이니      |  |     |
| MF                | 18 | 모흐센 라비카        |  | 64′ |
| MF                | 25 | 에흐산 알반자데      |  | 69′ |
| MF                | 26 | 사에이드 호세인푸르  |  |     |
| MF                | 37 | Hamidreza Taherkhani |  |     |
| 감독:             |    |                      |  |     |
| 브란코 이반코비치 |    |                      |  |     |

| GK        | 1  | 권순태            |       |       |
| RB        | 22 | 니시 다이고       | 70′   |       |
| CB        | 35 | 정승현            |       |       |
| CB        | 3  | 쇼지 겐 (주장)    |       |       |
| LB        | 16 | 야마모토 슈토     |       |       |
| RM        | 8  | 도이 쇼마         |       | 68′   |
| CM        | 20 | 미사오 겐토       |       |       |
| CM        | 4  | 레오 실바         | 43′   |       |
| LM        | 30 | 아베 히로키       |       | 90+3′ |
| CF        | 18 | 세르지뉴          |       |       |
| CF        | 9  | 스즈키 유마       |       | 77′   |
| 교체명단: |    |                   |       |       |
| GK        | 21 | 소가하타 히토시   |       |       |
| DF        | 32 | 안자이 고키       |       | 68′   |
| DF        | 39 | 이누카이 도모야   |       |       |
| MF        | 6  | 나가키 료타       | 90+1′ | 77′   |
| MF        | 25 | 엔도 야스시       |       |       |
| MF        | 40 | 오가사와라 미쓰오 |       |       |
| FW        | 14 | 가나모리 다케시   |       | 90+3′ |
| 감독:     |    |                   |       |       |
| 오이와 고 |    |                   |       |       |

| 맨 오브 더 매치: 고드윈 멘샤 (페르세폴리스) 부심: 아부 바카르 알암리 (오만) 라시드 알가이티 (오만) 대기심: 로니 코 민 키아트 (싱가포르) 보조 심판: 무하맛 타키 (싱가포르) 아드함 마카드메 (요르단) | 경기 규정 - 정규시간은 90분이다. - 정규 시간 종료 후 동점일 때 30분간 연장전 돌입 - 연장 종료 이후 동점인 경우 승부차기 돌입 - Seven named substitutes, of which up to three may be used. |

#### 통계
| 부분      | 페르세폴리스 | 가시마 앤틀러스 |
| --------- | ------------ | --------------- |
| 득점      | 0            | 0               |
| 슈팅      | 9            | 6               |
| 유효슈팅  | 5            | 0               |
| 패스      | 221          | 162             |
| 볼 점유율 | 58%          | 42%             |

| 부분      | 페르세폴리스 | 가시마 앤틀러스 |
| --------- | ------------ | --------------- |
| 득점      | 0            | 0               |
| 슈팅      | 8            | 1               |
| 유효슈팅  | 1            | 0               |
| 패스      | 238          | 123             |
| 볼 점유율 | 62%          | 38%             |

| 부분      | 페르세폴리스 | 가시마 앤틀러스 |
| --------- | ------------ | --------------- |
| 득점      | 0            | 0               |
| 슈팅      | 17           | 7               |
| 유효슈팅  | 6            | 0               |
| 패스      | 459          | 285             |
| 볼 점유율 | 62%          | 38%             |